# Бијант
Бијант (грч. Βίας, лат. Bias) - Често име у грчкој митологији и историји.

## Митологија
- Бијант је био син Амитаона из Јолка и његове жене Идомене. Познат је по томе што је уз помоћ свог брата Мелампода, познатог лекара и врача, заробио кћерку краља Прета и трећину краљевства. Бијан је тако постао утемељивач тесалских Амитаонида у аргу и заштитник рода од којиг су потекли многи велики и славни јунаци, посебно они познати из похода „седморица против Тебе“.

- Друга два Бијанта су били ахејски војници - борци и учесници у Тројанском рату.
- Бијант је био и отац тројанских ратника Лаогона и Дардана, које је у двобоју убио ахејски јунак Ахил.